# Mojaïsk
Mojaïsk (en russe : Можайск) est une ville de l'oblast de Moscou, en Russie. Sa population s'élevait à 30 595 habitants en 2014.

## Géographie
Mojaïsk est située à 110 km à l'ouest de Moscou, sur la voie historique la reliant à Smolensk puis à la Pologne.

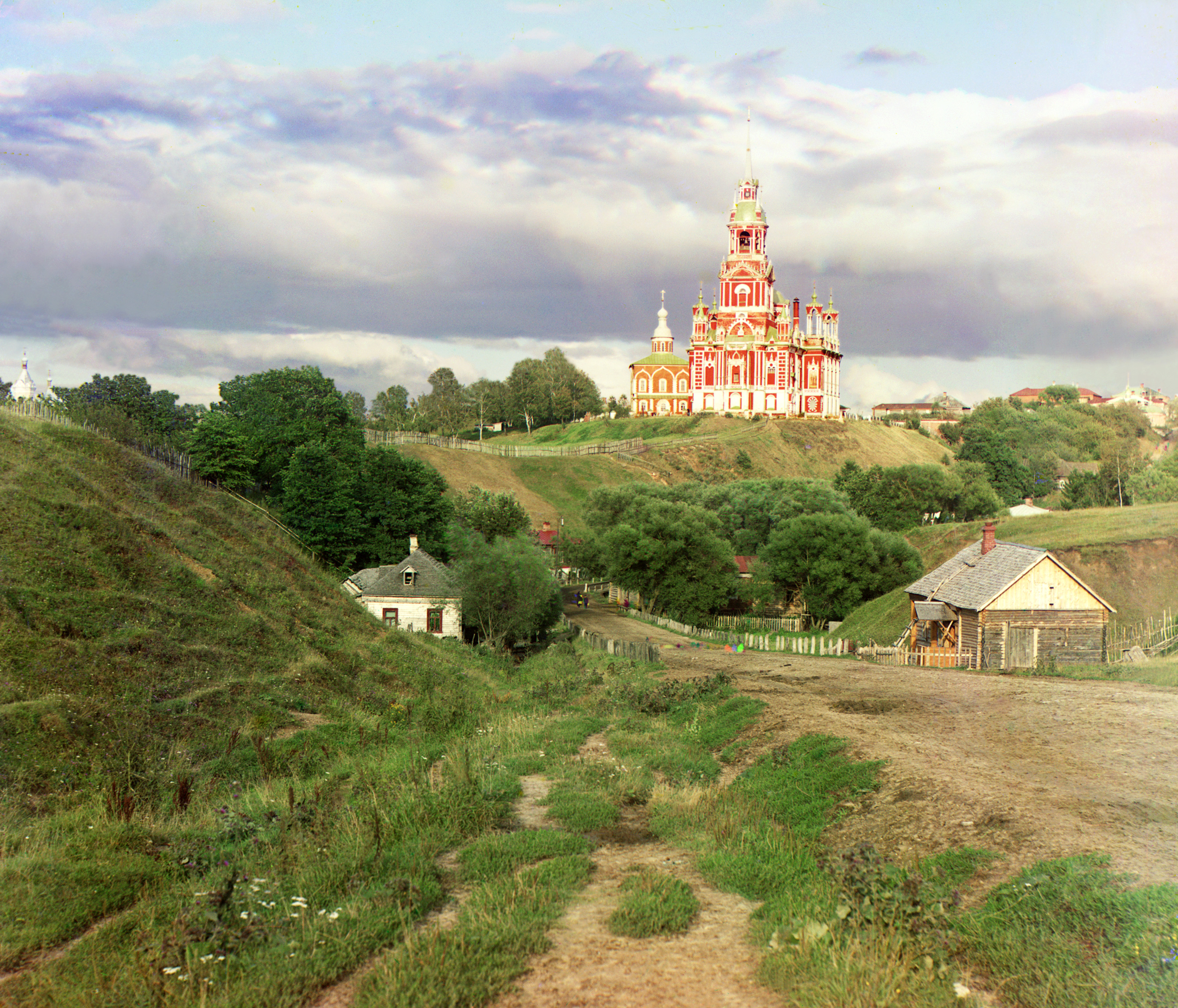
Cathédrale Saint Nicolas à Mojaïsk par Prokoudine-Gorski en 1911

## Histoire
La première mention de la ville remonte à 1231 comme apanage de Tchernigov. Plus tard, elle devint une place forte de la dynastie de Smolensk. Les Moscovites en prirent possession en 1303, mais au cours du siècle suivant, ils éprouvèrent de grandes difficultés à la défendre contre Olgierd de Lituanie. La principauté était tenue par un jeune frère du grand duc de Moscou en titre, jusqu'à ce que cette pratique soit abandonnée en 1493. Mojaïsk continua à défendre les voies d'accès à l'ouest de Moscou durant l'invasion de la Russie par Napoléon et la Seconde Guerre mondiale. La grande bataille de la Moskova eut lieu à douze kilomètres de la ville, à Borodino le 7 septembre 1812.
La première cathédrale en pierre fut bâtie dans le kremlin ou citadelle de Mojaïsk au début du XIVe siècle. Une cathédrale plus vaste, couleur rouge sang, fut achevée en 1814. L'église de Saint-Joachim et Sainte-Anne conserve certains éléments du début du XVe siècle. Le monastère de Loujetsky, fondé en 1408 par saint Ferapont est un autre monument remarquable de Mojaïsk. La cathédrale du monastère, fut érigée durant le règne de Vassili III.
Pendant la Seconde Guerre mondiale, Mojaïsk fut occupée par l'Allemagne nazie du 16 octobre 1941 au 20 janvier 1942.

## Population
Recensements (*) ou estimations de la population
| 1853  | 1897* | 1926* | 1939*  | 1959*  | 1970*  |
| ----- | ----- | ----- | ------ | ------ | ------ |
| 2 747 | 3 194 | 5 130 | 11 752 | 15 697 | 20 321 |

| 1979*  | 1989*  | 2002*  | 2010*  | 2013   | 2014   |
| ------ | ------ | ------ | ------ | ------ | ------ |
| 27 121 | 30 735 | 31 459 | 31 363 | 30 736 | 30 595 |

## Économie
La principale entreprise de Mojaïsk est l'imprimerie de la société OAO Mojaïski poligrafkombinat (en russe : ОАО "Можайский полиграфкомбинат").

## Divers
Une partie de Guerre et Paix, roman de Léon Tolstoï, se déroule à Mojaïsk.